# La Rinconada (Peru)
La Rinconada is een mijnstad in de Peruaanse Andes. Met een hoogte van 5100 meter is het de hoogste permanent bewoonde plaats op Aarde. De stad ligt naast een goudmijn.

## Topografie
La Rinconada ligt in het district Ananea van de provincie San Antonio de Putina. De stad ligt aan de voet van de gletsjer La Bella Durmiente (De Schone Slaapster). Het dorp Ananea ligt een ruime tien kilometer naar het zuidwesten, op een hoogte van 4650 meter op de Altiplano. La Rinconada ligt op de zuidwestelijke helling van een berg die meer dan 5800 meter hoog is.

## Demografie en economie
In 2001 was La Rincondada nog maar een klein goudzoekerskamp. In de volgende acht jaar zou de goudprijs meer dan verdubbelen, wat de bevolking eveneens deed toenemen. In 2009 woonden er al 30.000 mensen; drie jaar later was dit al 50.000.
De economie is gebaseerd op de goudproductie uit de nabijgelegen goudmijnen. Veel van deze goudwinning gebeurt artisanaal. Veel mijnwerkers werken voor de goudmijn van de Corporacion Ananea. De mijn hanteert het zgn. cachorreo-systeem voor de mijnwerkers: Zij werken 30 dagen zonder loon en op de 31e dag mogen zij zoveel erts meenemen als ze zelf kunnen dragen; het goud dat daarin zit is hun "maandloon". Vrouwen mogen niet in de mijn komen. Zij werken als zgn. pallaqueras en zoeken in de gure buitenlucht naar restjes goud in de afvalbergen van de mijn. In 2018 produceerde de mijn ca. 6800 kg goud, ongeveer 5% van de Peruaanse productie.
Sommige mijnwerkers met wat meer middelen wonen in Juliaca (hoogte 3825 m, zo'n 120 km naar het zuidwesten), waar er meer openbare diensten beschikbaar zijn. In Juliaca bevindt zich eveneens de dichtstbijzijnde luchthaven: Inca Manco Capac International Airport.
La Rinconada is een armoedige, gewelddadige en sterk vervuilde plaats: "Wat ooit een regio was van kristallijne bergmeren en springende vissen - vol met alpaca, vicuña, chinchilla - is uitgegroeid tot een Jeroen Bosch-achtige wereld die de verbeelding tart. De karige vegetatie is verdwenen. De aarde is omgeploegd. Wat je in plaats daarvan ziet . . . is een maanlandschap, doorspekt met roestroze meren die naar cyanide stinken. De watervogels die ooit overvloedig aanwezig waren in deze vallei van de Andes zijn verdwenen. Alleen is er af en toe nog een gier. De geur is overweldigend; het is de stank van het einde der dingen: van verbranding, van rot, van menselijke uitwerpselen. Zelfs de ijzige kou, de permafrost, de snijdende wind en de sneeuwvlagen kunnen de geur niet maskeren. Terwijl je omhoog rijdt naar de stad zie je overal om je heen hopen afval; een verstikkende ruïne met spookachtige personen die er hun weg zoeken."

## Misdaad
La Rinconada staat bekend om zijn falende overheidsgezag en wetteloosheid. Opeenvolgende regeringen in Peru hebben de mijnwerkers ertoe aangezet hun activiteiten om te zetten in belastingbetalende bedrijven die zich houden aan de veiligheids-, arbeids- en milieuwetten; maar tevergeefs. Er zijn bendes en criminele organisaties actief. Politie is maar mondjesmaat aanwezig. Lokale media hebben melding gemaakt van schietpartijen, overvallen en moorden, waarvan vaak wordt aangenomen dat ze verband houden met goud of toegang tot rijke ertslagen. In april 2019 werden 7 mijnwerkers dood gevonden in een mijngang; ze bleken alle 7 door het hoofd geschoten. In maart 2025 deden de autoriteiten een inval in de stad met 200 man veiligheidspersoneel met het doel de orde, veiligheid en staatsgezag te herstellen. O.a. betraden de agenten een mijningang waarvan vermoed werd dat deze in handen was gevallen van een criminele bende.

## Milieu
Er is geen waterleiding in de stad en geen afvalwaterafvoer. Mijnwerkers gebruiken kwik om het ruwe gouderts te zuiveren, hierdoor is er kwikvervuiling in de stad en de omgeving. Het vervuilde water, ook van omliggende mijnstadjes als Ananea, bedreigt inmiddels het Titicacameer.

## Klimaat
La Rinconada kent een toendraklimaat (Köppen ET). De warmste maand, december, kent een gemiddelde temperatuur van slechts 2,7 °C, waardoor er ook geen bomengroei mogelijk is. De hoogste stad met een vergelijkbaar bevolkingsaantal is Cerro de Pasco, maar deze ligt meer dan 700 meter lager.
Door de grote hoogte lijken de klimatologische omstandigheden meer op die van een nederzetting op de westkust van Groenland dan op die van een plaats op slechts 14° van de evenaar. De stad kent natte zomers met regen en droge winters. Het verschil tussen dag en nacht is relatief groot, met koude nachten het hele jaar door. De gemiddelde jaartemperatuur in La Rinconada is 1,2 °C; de jaarlijkse neerslag is 707 millimeter.